# Jesse Hutch
Jesse Hutch (12 de febrero de 1981 en Alberta, Canadá) es un actor.

## Biografía
Jesse creció en varios lugares de Canadá. Asistió a un programa de educación al aire libre en el Algonquin College en Ottawa, donde trabajó como guía de rafting. Cuatro años después, comenzó su carrera como actor.

## Carrera cinematográfica
Hutch ha participado en series como Dark Angel y Smallville.

## Filmografía

### Cine
| 2003 | Freddy vs. Jason      | Trey         |
| 2004 | The Butterfly Effect  | Spencer      |
| 2006 | The Tooth Fairy       | Bobby Boulet |
| 2006 | In Her Line of Fire   | Rosen        |
| 2010 | A Dangerous Man       | Sergey       |
| 2013 | 12 Rounds 2: Reloaded | Swat #1      |
| 2014 | Joy Ride 3: Roadkill  | Jordon Wells |
| 2017 | Mr. Snowman           | Cole         |
| 2024 | Homestead             | Evan Lee     |

| 2001      | Dark Angel                                                  | Gill Guy              | Temporada 2, Episodio 8                           |
| 2002      | Just Cause                                                  | Matt Simmons          | Temporada 1, Episodio 10                          |
| 2002      | Smallville                                                  | Troy Turner           | Temporada 1, Episodio 10; Temporada 2, Episodio 6 |
| 2002      | Taken                                                       | Groom Lake Private    | Temporada 1, Episodio 5                           |
| 2002–2004 | American Dreams                                             | Jimmy Riley           | Papel Recurrente                                  |
| 2003      | Peacemakers                                                 | Kevin Taylor          | Temporada 1, Episodio 6                           |
| 2003      | Romeo!                                                      | Cory Deiter           | Temporada 3, Episodio 3                           |
| 2004      | The 4400                                                    | Brad Rossi            | Episodio: "Piloto"                                |
| 2004      | Tru Calling                                                 | Ronny Clifton         | Temporada 1, Episodio 10                          |
| 2007–2008 | About A Girl                                                | Jason Mcholm          | Rol Recurrente                                    |
| 2007      | Termination Point                                           | Mark Loogan           | Película para Televisión                          |
| 2007      | A.M.P.E.D.                                                  | Anthony Bring         | Película para Televisión                          |
| 2006      | Fallen                                                      | Peter Lockhart        | ABC Family Miniserie para TV                      |
| 2005      | Smallville                                                  | Billy Durden          | Episodio: "Spirit"                                |
| 2005      | Behind the Camera: The Unauthorized Story of 'Mork & Mindy' | Fan loco              | Película para Televisión                          |
| 2009      | Kyle XY                                                     | Nate Harrison         | Papel recurrente                                  |
| 2010      | Hellcats                                                    | Keith Allan           | Episodio: -"God Must Have My Fortune Laid Away"   |
| 2011      | A Mile in His Shoes                                         | George "Lefty" Rogers | Película para Televisión                          |
| 2011      | Three Weeks, Three Kids                                     | Quinn Richards        | Película para Televisión                          |
| 2012      | True Justice                                                | Johnny Garcia         | 7 Episodios                                       |
| 2012      | Once Upon a Time                                            | Peter                 | Temporada 1, Episodio 15 - "Red-Handed"           |
| 2013      | Let It Snow                                                 | Brady Lewis           | Película para Televisión                          |
| 2013–14   | Arrow                                                       | Oficial Daily         | 6 Episodios                                       |
| 2014      | Almost Human                                                | Jake Bellman          | Temporada 1, Episodio 12                          |
| 2014-15   | Cedar Cove                                                  | Luke Bailey           | Papel recurrente (temporada 2-3)                  |
| 2014      | My Boyfriends' Dogs                                         | Wade                  | Película para Televisión                          |
| 2015      | Harvest Moon                                                | Brett Jarrett         | Película para Televisión                          |
| 2015      | Becoming Santa                                              | Connor                | Película para Televisión                          |